# Paul Kagame
Paul Kagame (* 23. října 1957 Tambwe, Ruanda-Urundi, dnešní Rwanda) je nynějším prezidentem Rwandy. Narodil se v západní části Rwandy v roce 1957, ale brzy (po hutuském protikoloniálním převratu v roce 1959 a následných perzekucích Tutsiů) odešel s rodiči do sousední Ugandy.

I v Ugandě ovšem byli rwandští Tutsiové obětí represí ze strany vlády i obyvatelstva. S pomocí rwandských uprchlíků coby obětních beránků kamuflovaly vlády Miltona Oboteho a Idiho Amina své vnitřní problémy. Tehdejší pogromy vypudily desítky tisíc Tutsiů z jejich domovů a řadu z nich přiměly ke vstupu do Armády národního odporu dnešního ugandského prezidenta Yoweri Museveniho. Paul Kagame se k Musevenimu přidal již v roce 1979. Když ale Museveni poté doma zvítězil a ugandská veřejnost se od Tutsiů opět odcizila, Kagame se zaměřil na nový cíl – návrat do Rwandy. Společně s Fredem Rwigemou k tomu založil Rwandskou vlasteneckou frontu (RVF).

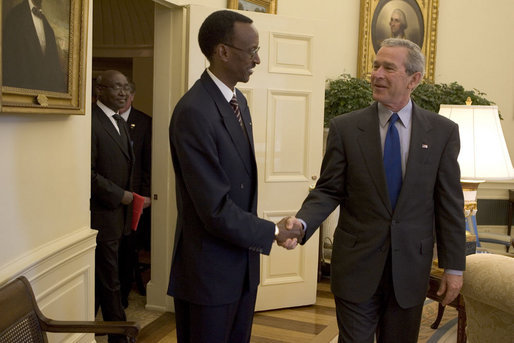
Paul Kagame při setkání s prezidentem USA Georgem W. Bushem v dubnu 2005.

Začátkem října 1990 zaútočili rebelové z RVF na Rwandu, jejíž prezident Habyarimana byl v té době v New Yorku na konferenci OSN. Invaze se ovšem nesetkala s valným úspěchem – již druhý den bojů padl Rwigema. Kagame se proto musel vrátit z USA, kde v té době absolvoval vojenský výcvik, a převzít velení povstalců. Někteří z nich sice pronikli až do Kigali, ale Habyarimanovi se podařilo získat vojenskou podporu Francie, Belgie i Zairu, takže Kagame musel přejít k taktice guerillové války stavějící na podpoře místních Tutsiů.
Boje zastavily až mírové dohody z tanzanské Arushy v srpnu 1993, které rebelům přiznaly významný vliv v chystané dočasné vládě. Habyarimana se však vzniku takové vlády bránil a teprve na schůzce v Dar es Salaamu počátkem dubna 1994 slíbil, že bude dohody respektovat. Jeho smrt ovšem vyvolala genocidu.
RVF po svém vítězství v červenci 1994 zformovala širokou koaliční vládu národní jednoty. Kagame navázal na koncepty národního usmíření známé z jiných zemí Afriky; řada jeho odpůrců však tento model považovala za zástěrku pro novou tutsijskou nadvládu.
V dubnu 2024 se Kagame setkal s českým prezidentem Petrem Pavlem, který navštívil Rwandu.
Kagame byl označován za represivního diktátora. Jeho vojáci během druhé války v Kongu i v pozdějších letech nelegálně operovali na území sousední Demokratické republiky Kongo, kde podporovali protivládní povstalce. Podle vyšetřování OSN za vznikem konžského povstaleckého hnutí M23 stála Rwanda. V lednu 2025 zahájilo hnutí M23 s podporou Rwandy novou ofenzívu v konžské provincii Severní Kivu. Konžská vláda obvinila protivládní povstalce a Rwandu, že se snaží zmocnit konžských nerostných surovin.

## Vyznamenání
- velkostuha Řádu liberijských průkopníků – Libérie, 2009[5]
- velkokříž Národního řádu Beninu – Benin, 2010[6]
- Řád Muhammada – Maroko, 21. června 2016[7]